# والتر سبيندلر
والتر سبيندلر (بالألمانية: Walter Spindler)‏ (و. 1954  م) هو ضابط، وجندي محترف ‏ ألماني، ولد في دتمولد، ويحمل رتبة عسكرية لواء.

## مناصب
تولى منصب Commander ‏ (1 يوليو 2013–)
- Deputy commander (Metropolitan Police) [الإنجليزية]‏، يوروكوربس (–30 يونيو 2013)[5]

.

## الخدمة العسكرية
خدم في الجيش الألماني (منذ 1974).

## جوائز
حصل على جوائز منها:
- الصليب الشرفي للجيش الألماني باللون الذهبي ‏
- Non Article 5 NATO Medal ‏، عن عمل: قوات المساعدة الدولية لإرساء الأمن في أفغانستان
- German Armed Forces Deployment Medal [الإنجليزية]‏، عن عمل: قوات المساعدة الدولية لإرساء الأمن في أفغانستان
- الميدالية التقديرية للخدمة  [لغات أخرى]‏